# Women’s Big Bash League 2020/21
Die Women’s Big Bash League 2020/21 war die sechste Ausgabe der Women’s Big Bash League, der australischen Twenty20-Cricket-Liga für Franchises für Frauen. Die Saison wurde zwischen dem 25. Oktober und dem 28. November 2020 ausgetragen. Im Finale konnten sich die Sydney Thunder gegen die Melbourne Stars mit 7 Wickets durchsetzen.

## Franchises
Seit der Gründung der Liga nehmen die folgenden acht Franchises an dem Turnier teil.
| Franchise           | Farbe          | Stadt     |
| ------------------- | -------------- | --------- |
| Adelaide Strikers   | Blau           | Adelaide  |
| Brisbane Heat       | Türkis         | Brisbane  |
| Hobart Hurricanes   | Lila           | Hobart    |
| Melbourne Renegades | Rot            | Melbourne |
| Melbourne Stars     | Grün           | Melbourne |
| Perth Scorchers     | Orange         | Perth     |
| Sydney Sixers       | Pink           | Sydney    |
| Sydney Thunder      | Electric Green | Sydney    |

## Format
Die acht Franchises spielten in einer Gruppe gegen jedes andere Team jeweils zwei Mal. Die vier Erstplatzierten der Gruppe qualifizierten sich für die Playoffs die im K.-o.-System ausgetragen wurden.

## Gruppenphase
Tabelle
| Teams               | Sp. | S | N | NR | P  | RR     |
| ------------------- | --- | - | - | -- | -- | ------ |
| Melbourne Stars     | 14  | 8 | 3 | 3  | 19 | +0.965 |
| Brisbane Heat       | 14  | 8 | 4 | 2  | 18 | +0.543 |
| Sydney Thunder      | 14  | 7 | 5 | 2  | 16 | +0.344 |
| Perth Scorchers     | 14  | 6 | 6 | 2  | 14 | +0.355 |
| Sydney Sixers       | 14  | 6 | 6 | 2  | 14 | −0.084 |
| Adelaide Strikers   | 14  | 6 | 7 | 1  | 13 | +0.135 |
| Melbourne Renegades | 14  | 4 | 8 | 2  | 10 | −1.008 |
| Hobart Hurricanes   | 14  | 3 | 9 | 2  | 8  | −1.143 |

Spiele
| 25. Oktober Scorecard | Sydney (NOS) | Perth Scorchers 132-7 (20)          | – | Brisbane Heat 134-3 (17) |
|                       |              | Brisbane Heat gewinnt mit 7 Wickets |   |                          |

| 25. Oktober Scorecard | Sydney (HO) | Hobart Hurricanes 84 (16.3)             | – | Adelaide Strikers 85-2 (14) |
|                       |             | Adelaide Strikers gewinnt mit 8 Wickets |   |                             |

| 25. Oktober Scorecard | Sydney (NOS) | Sydney Thunder | – | Sydney Sixers |
|                       |              | No Result      |   |               |

| 25. Oktober Scorecard | Sydney (HO) | Melbourne Stars 127-4 (17) | – | Melbourne Renegades |
|                       |             | No Result                  |   |                     |

| 26. Oktober Scorecard | Sydney (NOS) | Sydney Thunder 13-2 (4) | – | Melbourne Stars |
|                       |              | No Result               |   |                 |

| 26. Oktober Scorecard | Sydney (HO) | Brisbane Heat  | – | Melbourne Renegades |
|                       |             | Spiel abgesagt |   |                     |

| 26. Oktober Scorecard | Sydney (HO) | Perth Scorchers | – | Hobart Hurricanes |
|                       |             | Spiel abgesagt  |   |                   |

| 26. Oktober Scorecard | Sydney (NOS) | Adelaide Strikers 68-7 (9/9)                     | – | Sydney Sixers 47-1 (5.4/9) |
|                       |              | Sydney Sixers gewinnt mit 9 Wickets (D/L method) |   |                            |

| 31. Oktober Scorecard | Sydney (SSS) | Sydney Thunder 190-6 (20)          | – | Adelaide Strikers 132-8 (20) |
|                       |              | Sydney Thunder gewinnt mit 58 Runs |   |                              |

| 31. Oktober Scorecard | Sydney (DO) | Melbourne Renegades 105-5 (20)                   | – | Perth Scorchers 62-0 (9.5/9.5) |
|                       |             | Perth Scorchers gewinnt mit 18 Runs (D/L method) |   |                                |

| 31. Oktober Scorecard | Sydney (SSS) | Brisbane Heat 80-2 (11/11) | – | Hobart Hurricanes 43-0 (4.3/11) |
|                       |              | No Result                  |   |                                 |

| 31. Oktober Scorecard | Sydney (SSS) | Sydney Sixers  | – | Melbourne Stars |
|                       |              | Spiel abgesagt |   |                 |

| 1. November Scorecard | Sydney (DO) | Adelaide Strikers 70-4 (10/10) | – | Perth Scorchers 25-1 (2.5/7) |
|                       |             | No Result                      |   |                              |

| 1. November Scorecard | Sydney (SSS) | Sydney Thunder 80-3 (12.1/12.1)                 | – | Brisbane Heat 30-7 (5/5) |
|                       |              | Sydney Thunder gewinnt mit 14 Runs (D/L method) |   |                          |

| 1. November Scorecard | Sydney (SSS) | Melbourne Renegades 119-7 (18/18)                | – | Sydney Sixers 121-2 (13.1/18) |
|                       |              | Sydney Sixers gewinnt mit 8 Wickets (D/L method) |   |                               |

| 1. November Scorecard | Sydney (DO) | Hobart Hurricanes 89-9 (19/19)        | – | Melbourne Stars 93-2 (11.2/19) |
|                       |             | Melbourne Stars gewinnt mit 8 Wickets |   |                                |

| 3. November Scorecard | Sydney (BIS) | Melbourne Renegades 81 (19.5)           | – | Hobart Hurricanes 82-1 (12.3) |
|                       |              | Hobart Hurricanes gewinnt mit 9 Wickets |   |                               |

| 3. November Scorecard | Sydney (BIS) | Adelaide Strikers 154-6 (20)          | – | Melbourne Stars 159-3 (19.4) |
|                       |              | Melbourne Stars gewinnt mit 7 Wickets |   |                              |

| 4. November Scorecard | Sydney (BIS) | Sydney Thunder 144-4 (20)          | – | Perth Scorchers 120 (19.4) |
|                       |              | Sydney Thunder gewinnt mit 24 Runs |   |                            |

| 4. November Scorecard | Sydney (BIS) | Sydney Sixers 129-7 (20)          | – | Brisbane Heat 105 (19) |
|                       |              | Sydney Sixers gewinnt mit 24 Runs |   |                        |

| 7. November Scorecard | Sydney (NOS) | Adelaide Strikers 153-8 (20)          | – | Brisbane Heat 135-8 (20) |
|                       |              | Adelaide Strikers gewinnt mit 18 Runs |   |                          |

| 7. November Scorecard | Sydney (HO) | Melbourne Renegades 110 (20)           | – | Sydney Thunder 108-7 (20) |
|                       |             | Melbourne Renegades gewinnt mit 2 Runs |   |                           |

| 7. November Scorecard | Sydney (HO) | Sydney Sixers 149-6 (20)         | – | Hobart Hurricanes 140-8 (20) |
|                       |             | Sydney Sixers gewinnt mit 9 Runs |   |                              |

| 7. November Scorecard | Sydney (NOS) | Perth Scorchers 118 (20)              | – | Melbourne Stars 120-2 (15.2) |
|                       |              | Melbourne Stars gewinnt mit 8 Wickets |   |                              |

| 8. November Scorecard | Sydney (HO) | Sydney Thunder 129-7 (20)        | – | Hobart Hurricanes 128-7 (29) |
|                       |             | Sydney Thunder gewinnt mit 1 Run |   |                              |

| 8. November Scorecard | Sydney (NOS) | Adelaide Strikers 127-9 (20)         | – | Melbourne Renegades 121-8 (20) |
|                       |              | Adelaide Strikers gewinnt mit 6 Runs |   |                                |

| 8. November Scorecard | Sydney (NOS) | Melbourne Stars 177-9 (20)          | – | Brisbane Heat 154-8 (20) |
|                       |              | Melbourne Stars gewinnt mit 23 Runs |   |                          |

| 8. November Scorecard | Sydney (HO) | Perth Scorchers 183-4 (20)          | – | Sydney Sixers 147-5 (20) |
|                       |             | Perth Scorchers gewinnt mit 36 Runs |   |                          |

| 10. November Scorecard | Sydney (BIS) | Adelaide Strikers 140-7 (20)          | – | Melbourne Stars 144-5 (19.3) |
|                        |              | Melbourne Stars gewinnt mit 5 Wickets |   |                              |

| 10. November Scorecard | Sydney (BIS) | Hobart Hurricanes 143-7 (20)         | – | Melbourne Renegades 134-5 (20) |
|                        |              | Hobart Hurricanes gewinnt mit 9 Runs |   |                                |

| 11. November Scorecard | Sydney (BIS) | Sydney Sixers 137-4 (20)              | – | Perth Scorchers 138-5 (19.1) |
|                        |              | Perth Scorchers gewinnt mit 5 Wickets |   |                              |

| 11. November Scorecard | Sydney (BIS) | Sydney Thunder 111-9 (20)           | – | Brisbane Heat 115-2 (16.3) |
|                        |              | Brisbane Heat gewinnt mit 8 Wickets |   |                            |

| 14. November Scorecard | Sydney (SSS) | Melbourne Renegades 122-3 (20)        | – | Perth Scorchers 123-1 (14.5) |
|                        |              | Perth Scorchers gewinnt mit 9 Wickets |   |                              |

| 14. November Scorecard | Sydney (DO) | Brisbane Heat 136-7 (20)          | – | Adelaide Strikers 122-7 (20) |
|                        |             | Brisbane Heat gewinnt mit 14 Runs |   |                              |

| 14. November Scorecard | Sydney (SSS) | Sydney Sixers 139-4 (20)                | – | Hobart Hurricanes 143-1 (18.1) |
|                        |              | Hobart Hurricanes gewinnt mit 9 Wickets |   |                                |

| 14. November Scorecard | Sydney (SSS) | Sydney Thunder 131-5 (20)             | – | Melbourne Stars 135-2 (16.5) |
|                        |              | Melbourne Stars gewinnt mit 8 Wickets |   |                              |

| 15. November Scorecard | Sydney (DO) | Adelaide Strikers 119-8 (20)          | – | Sydney Sixers 105-9 (20) |
|                        |             | Adelaide Strikers gewinnt mit 14 Runs |   |                          |

| 15. November Scorecard | Sydney (SSS) | Perth Scorchers 131-8 (20)          | – | Sydney Thunder 97 (18.3) |
|                        |              | Perth Scorchers gewinnt mit 34 Runs |   |                          |

| 15. November Scorecard | Sydney (SSS) | Melbourne Stars 165-8 (20) / 12-0 (1)       | – | Melbourne Renegades 165-7 (20) / 16-0 (1) |
|                        |              | Melbourne Renegades gewinnt nach Super Over |   |                                           |

| 15. November Scorecard | Sydney (DO) | Hobart Hurricanes 82 (17.5)          | – | Brisbane Heat 86-0 (11.4) |
|                        |             | Brisbane Heat gewinnt mit 10 Wickets |   |                           |

| 17. November Scorecard | Sydney (HO) | Adelaide Strikers 141-6 (20)          | – | Hobart Hurricanes 77 (16.4) |
|                        |             | Adelaide Strikers gewinnt mit 64 Runs |   |                             |

| 17. November Scorecard | Sydney (SSS) | Sydney Sixers 122-7 (20)            | – | Brisbane Heat 123-7 (17.5) |
|                        |              | Brisbane Heat gewinnt mit 3 Wickets |   |                            |

| 17. November Scorecard | Sydney (HO) | Melbourne Stars 149-8 (20)         | – | Perth Scorchers 143-8 (20) |
|                        |             | Melbourne Stars gewinnt mit 6 Runs |   |                            |

| 17. November Scorecard | Sydney (SSS) | Melbourne Renegades 126-7 (20)       | – | Sydney Thunder 132-2 (14.3) |
|                        |              | Sydney Thunder gewinnt mit 8 Wickets |   |                             |

| 18. November Scorecard | Sydney (HO) | Perth Scorchers 137-8 (20)          | – | Brisbane Heat 139-6 (19.2) |
|                        |             | Brisbane Heat gewinnt mit 4 Wickets |   |                            |

| 18. November Scorecard | Sydney (SSS) | Adelaide Strikers 122-6 (20)              | – | Melbourne Renegades 123-3 (17.3) |
|                        |              | Melbourne Renegades gewinnt mit 7 Wickets |   |                                  |

| 18. November Scorecard | Sydney (HO) | Melbourne Stars 159-3 (20)          | – | Hobart Hurricanes 120-8 (20) |
|                        |             | Melbourne Stars gewinnt mit 39 Runs |   |                              |

| 18. November Scorecard | Sydney (SSS) | Sydney Sixers 147-7 (20)         | – | Sydney Thunder 143-8 (20) |
|                        |              | Sydney Sixers gewinnt mit 4 Runs |   |                           |

| 21. November Scorecard | Sydney (DO) | Melbourne Stars 151-5 (20)          | – | Brisbane Heat 152-7 (19.2) |
|                        |             | Brisbane Heat gewinnt mit 3 Wickets |   |                            |

| 21. November Scorecard | Sydney (DO) | Adelaide Strikers 133-6 (20)         | – | Sydney Thunder 136-5 (19.4) |
|                        |             | Sydney Thunder gewinnt mit 5 Wickets |   |                             |

| 21. November Scorecard | Sydney (NSO) | Hobart Hurricanes 134-6 (20)           | – | Perth Scorchers 140-0 (14.4) |
|                        |              | Perth Scorchers gewinnt mit 10 Wickets |   |                              |

| 21. November Scorecard | Sydney (NSO) | Sydney Sixers 166-4 (20)                  | – | Melbourne Renegades 169-4 (19.1) |
|                        |              | Melbourne Renegades gewinnt mit 6 Wickets |   |                                  |

| 22. November Scorecard | Sydney (DO) | Hobart Hurricanes 115-9 (20)         | – | Sydney Thunder 116-4 (16.5) |
|                        |             | Sydney Thunder gewinnt mit 6 Wickets |   |                             |

| 22. November Scorecard | Sydney (NSO) | Adelaide Strikers 159-6 (20)         | – | Perth Scorchers 156-7 (20) |
|                        |              | Adelaide Strikers gewinnt mit 3 Runs |   |                            |

| 22. November Scorecard | Sydney (NSO) | Melbourne Stars 178-4 (19/19)                    | – | Sydney Sixers 184-5 (18.4/19) |
|                        |              | Sydney Sixers gewinnt mit 5 Wickets (D/L method) |   |                               |

| 22. November Scorecard | Sydney (DO) | Brisbane Heat 114-6 (17/17)                    | – | Melbourne Renegades 76 (16.2/17) |
|                        |             | Brisbane Heat gewinnt mit 43 Runs (D/L method) |   |                                  |

### Halbfinale
| 25. November Scorecard | Sydney (NSO) | Perth Scorchers 125-8 (20)            | – | Melbourne Stars 127-3 (16.2) |
|                        |              | Melbourne Stars gewinnt mit 7 Wickets |   |                              |

| 25. November Scorecard | Sydney (NSO) | Sydney Thunder 143-6 (20)          | – | Brisbane Heat 131 (18.3) |
|                        |              | Sydney Thunder gewinnt mit 12 Runs |   |                          |

## Finale
| 28. November Scorecard | Sydney (NSO) | Melbourne Stars 86-9 (20)            | – | Sydney Thunder 87-3 (13.4) |
|                        |              | Sydney Thunder gewinnt mit 7 Wickets |   |                            |